# Bromacanthini
Tribu
Les Bromacanthini sont une tribu de collemboles de la famille des Lepidocyrtidae.

## Liste des genres
Selon Checklist of the Collembola of the World (version du 28 août 2019) :
- Bromacanthus Schött, 1925
- Lepidonella Yosii, 1960
- Trichorypha Schött, 1893

## Publication originale
- Mitra, 1993 : Chaetotaxy, Phylogeny and Biogeography of Paronellinae (Collembola: Entomobryidae). Records of the Zoological Survey of India, Occasional Paper, no 154, p. 1-100.